# Jens Fink-Jensen
Jens Fink-Jensen 	(n. 19 de diciembre de 1956 en Copenhague, Dinamarca) es un escritor, novelista, poeta, fotógrafo y compositor danés. Su obra pertenece a la mejor y esencial tradición de la poesía danesa contemplativa, melancólica, sensitiva y mística.

## Biografía
Comenzó a escribir ficción en el periódico Information, publicando el cuento distópico «Juni 1995 (junio de 1995)» el 4 de junio de 1975 y lírica en mayo de 1976 con 4 poemas que fueron publicados en el n.º 1/1976 de la revista Hvedekorn. Su primer libro de poemas Verden i et øje (Una mirada sobre el mundo) fue lanzado el 10 de octubre de 1981 como una colección y su primer libro en prosa Bæsterne (Las Bestias), una colección de cuentos, el 5 de junio de 1986. Por último, en 1994 lanzó su primer libro para niños, Jonas og konkylien (Jonas y el caparazón de la concha).
Jens Fink-Jensen estudió en el colegio de internos Herlufsholm Kostskole, y optó por el área de Lenguas Modernas. Terminó su educación secundaria en 1976 y cumplió su servicio militar en Den Kongelige Livgarde, la guardia real de la Reina. En 1986 ha terminado su master en Arquitectura en la Academia de Arquitectura y Bellas Artes y, en 1997 concluyó el curso de diseño de Multimedia en la misma Academia.
Jens Fink-Jensen fue miembro del Círculo original de Poetas de los años 80, fundado por Poul Forum, editor general de la revista Hvedekorn. Es así que, en 1980, Jens Fink-Jensen haría con su colega, el poeta punk Michael Strunge, el Manifiesto de la Generación de 80 “NÅ!!80” (¡Me cago en los 80!), y cuya representación se haría posteriormente en la Casa de la Cultura Huset, en Copenhague.

## Performances
En la actualidad, Jens Fink-Jensen presenta un espectáculo multimedia-lírico, en el cual él mismo recita poemas, acompañados por una presentación de diapositivas y composiciones para sintetizador, ambos de su realización. Estas presentaciones tienen lugar en escuelas euperiores y festivales y cuentan con la participación del músico Fredrik Mellqvist y del saxofonista Jens Severin.

## Fotografía
Jens Fink-Jensen también haz fotografía y realizó varias exposiciones, con destaque para Sydens Skibe (Los Navíos del Sur), Beijing Ansigt (La cara de Beijing) y otra al que ha dado el nombre de OrdBilleder (Fotopalabras), una vez que es una conjugación de poemas y fotografías. Participó también en una exposición de música y diapositivas con el título Øje på verden - om bøgernes råstof (Una Mirada sobre el Mundo - cuya temática es la materia prima de los libros).

## Obras publicadas
- Verden i et øje (Una mirada sobre el Mundo), libro de poemas, 1981
- Sorgrejser (Viajes por el dolor del Luto), libro de poemas, 1982
- Dans under galgen (Danza bajo la horca), libro de poemas, 1983
- Bæsterne (Las Bestias), libro de cuentos, 1986
- Nær afstanden (Cercano de la Distancia), libro de poemas, 1988 (traducido en árabe en 1999)
- Jonas og konkylien (Jonas y el caparazón de la concha), libro infantil, 1994 (ilustraciones de Mads Stage)
- Forvandlingshavet (El Mar en Mudanza), libro de poemas, 1995
- Jonas og himmelteltet (Jonas y la Tienda en el Cielo), libro infantil, 1998 (ilustraciones de Mads Stage)
- Alt er en åbning (Todo es una Puerta de Entrada), libro de poemas, 2002
- Syd for mit hjerte. 100 udvalgte kærlighedsdigte, libro de poemas, 2005
- The West Coast of Europe - a photographic journey from Skagen to Gibraltar, photo travel book, 2008
- Jonas og engletræet, (Jonas y the Angel Tree), libro infantil, 2010 (ilustraciones de Mads Stage)

## Traducciones
En 1999, fue publicada en árabe la colección de poemas Nær afstanden (Cercano de la Distancia), traducidos por Jamal Jumá (Editora Alwah, Madrid). Algunos de los poemas en esta colección fueron también publicados en el periódico Al-Quds Al-Arabi (Londres, 1996), así como en la publicación Nizwa (Sultanado de Omán, 1999). El escritor chileno, Omar Pérez Santiago, tradujo a español en 2009, una gran colección de poemas de Jensen, como así también lo hizo con Michael Strunge.